# Liste der Wahlkreise für den Senat der Republik Polen (2001–2011)

Wahlkreiseinteilung 2001–2011

Die Liste der Wahlkreise für den Senat der Republik Polen gibt einen Überblick über die Verteilung und Nummerierung der Wahlkreise (polnisch Okręgi wyborcze) für die Wahl zum Senat der Republik Polen von 2001 bis 2011. Die Wahlkreiseinteilung entstand durch die Verwaltungsreform in Polen im Jahr 1999 und löste die von 1989 bis 2001 bestehenden Wahlkreise ab. Erstmals Anwendung fand die Wahlkreiseinteilung bei der Parlamentswahl am 23. September 2001.
Mit dem Wechsel von Mehrpersonenwahlkreisen zu Einpersonenwahlkreisen wurde die Wahlkreiseinteilung 2011 durch eine neue ersetzt (siehe: Liste der Wahlkreise für den Senat der Republik Polen).

## Rechtliche Grundlagen
Grundlage der Wahlkreise für den Senat der Republik Polen in den Jahren 2001 bis 2011 bildeten die Artikel 191 und 192 der Ordynacja wyborcza do Sejmu Rzeczypospolitej Polskiej i do Senatu Rzeczypospolitej Polskiej (Wahlordnung für den Sejm der Republik Polen und für den Senat der Republik Polen) vom 12. April 2001 in der jeweils aktuellen Fassung.

## Liste der Wahlkreise
Die folgende Tabelle beruht auf der Anlage Nr. 2 (Załącznik nr 2) der Ordynacja wyborcza do Sejmu Rzeczypospolitej Polskiej i do Senatu Rzeczypospolitej Polskiej in der letzten Bekanntmachung vom 30. Juni 2005 (Dz.U. 2005 nr 140 poz. 1173) und der Veröffentlichung der Einwohnerzahlen der einzelnen Wahlkreise vom 19. Oktober 2007 durch die Państwowa Komisja Wyborcza.
| Nr. | Woiwodschaft     | Sitze der WKK        | Powiats | M | E         | E:M     |
| --- | ---------------- | -------------------- | --- | - | --------- | ------- |
| 1   | Niederschlesien  | Legnica              | Jelenia Góra, Legnica, Bolesławiecki, Głogowski, Jaworski, Jeleniogórski, Kamiennogórski, Legnicki, Lubański, Lubiński, Lwówecki, Polkowicki, Zgorzelecki, Złotoryjski   | 3 | 998.551   | 332.850 |
| 2   | Niederschlesien  | Wałbrzych            | Dzierżoniowski, Kłodzki, Świdnicki, Wałbrzyski, Ząbkowicki | 2 | 690.937   | 345.468 |
| 3   | Niederschlesien  | Breslau              | Breslau, Górowski, Milicki, Oleśnicki, Oławski, Strzeliński, Średzki, Trzebnicki, Wołowski, Wrocławski                                                                   | 3 | 1.167.705 | 389.235 |
| 4   | Kujawien-Pommern | Bydgoszcz            | Bydgoszcz, Bydgoski, Inowrocławski, Mogileński, Nakielski, Sępoleński, Świecki, Tucholski, Żniński                                                                       | 2 | 1.007.938 | 503.969 |
| 5   | Kujawien-Pommern | Toruń                | Grudziądz, Toruń, Włocławek, Aleksandrowski, Brodnicki, Chełmiński, Golubsko-Dobrzyński, Grudziądzki, Lipnowski, Radziejowski, Rypiński, Toruński, Wąbrzeski, Włocławski | 3 | 1.050.788 | 350.263 |
| 6   | Lublin           | Lublin               | Lublin, Janowski, Kraśnicki, Lubartowski, Lubelski, Łęczyński, Łukowski, Opolski, Puławski, Rycki, Świdnicki                                                             | 3 | 1.205.108 | 401.703 |
| 7   | Lublin           | Chełm                | Biała Podlaska, Chełm, Zamość, Bialski, Biłgorajski, Chełmski, Hrubieszowski, Krasnostawski, Parczewski, Radzyński, Tomaszowski, Włodawski, Zamojski                     | 3 | 979.176   | 326.392 |
| 8   | Lebus            | Zielona Góra         | gesamte Woiwodschaft Lebus | 3 | 1.005.845 | 335.282 |
| 9   | Łódź             | Łódź                 | Łódź, Brzeziński, Łódzki wschodni | 2 | 815.659   | 407.830 |
| 10  | Łódź             | Piotrków Trybunalski | Piotrków Trybunalski, Skierniewice, Bełchatowski, Opoczyński, Piotrkowski, Radomszczański, Rawski, Skierniewicki, Tomaszowski                                            | 2 | 742.945   | 371.473 |
| 11  | Łódź             | Sieradz              | Kutnowski, Łaski, Łęczycki, Łowicki, Pabianicki, Pajęczański, Poddębicki, Sieradzki, Wieluński, Wieruszowski, Zduńskowolski, Zgierski                                    | 3 | 981.447   | 327.149 |
| 12  | Kleinpolen       | Krakau               | Krakau, Chrzanowski, Krakowski, Miechowski, Myślenicki, Olkuski, Oświęcimski, Suski, Wadowicki                                                                           | 4 | 1.753.921 | 438.480 |
| 13  | Kleinpolen       | Nowy Sącz            | Nowy Sącz, Gorlicki, Limanowski, Nowosądecki, Nowotarski, Tatrzański | 2 | 773.917   | 386.959 |
| 14  | Kleinpolen       | Tarnów               | Tarnów, Bocheński, Brzeski, Dąbrowski, Proszowicki, Tarnowski, Wielicki                                                                                                  | 2 | 712.258   | 356.129 |
| 15  | Masowien         | Płock                | Płock, Ciechanowski, Gostyniński, Mławski, Płocki, Płoński, Przasnyski, Sierpecki, Sochaczewski, Żuromiński, Żyrardowski                                                 | 2 | 848.379   | 424.190 |
| 16  | Masowien         | Radom                | Radom, Białobrzeski, Grójecki, Kozienicki, Lipski, Przysuski, Radomski, Szydłowiecki, Zwoleński                                                                          | 2 | 729.984   | 364.992 |
| 17  | Masowien         | Siedlce              | Ostrołęka, Siedlce, Garwoliński, Łosicki, Makowski, Miński, Ostrołęcki, Ostrowski, Pułtuski, Siedlecki, Sokołowski, Węgrowski, Wyszkowski                                | 3 | 960.237   | 320.079 |
| 18  | Masowien         | Warschau             | Warschau | 4 | 1.589.199 | 397.300 |
| 19  | Masowien         | Warschau             | Grodziski, Legionowski, Nowodworski, Otwocki, Piaseczyński, Pruszkowski, Warszawski Zachodni, Wołomiński                                                                 | 2 | 939.108   | 469.554 |
| 20  | Opole            | Opole                | gesamte Woiwodschaft Opole | 3 | 1.018.156 | 339.385 |
| 21  | Karpatenvorland  | Krosno               | Krosno, Przemyśl, Bieszczadzki, Brzozowski, Jarosławski, Jasielski, Krośnieński, Leski, Lubaczowski, Przemyski, Przeworski, Sanocki                                      | 2 | 892.059   | 446.930 |
| 22  | Karpatenvorland  | Rzeszów              | Rzeszów, Tarnobrzeg, Dębicki, Kolbuszowski, Leżajski, Łańcucki, Mielecki, Niżański, Ropczycko-Sędziszowski, Rzeszowski, Stalowowolski, Strzyżowski, Tarnobrzeski         | 3 | 1.227.916 | 409.305 |
| 23  | Podlachien       | Białystok            | gesamte Woiwodschaft Podlachien | 3 | 1.199.142 | 399.714 |
| 24  | Pommern          | Danzig               | Danzig, Sopot, Gdański, Kwidzyński, Malborski, Nowodworski, Starogardzki, Sztumski, Tczewski                                                                             | 3 | 1.019.862 | 339.954 |
| 25  | Pommern          | Gdynia               | Gdynia, Słupsk, Bytowski, Chojnicki, Człuchowski, Kartuski, Kościerski, Lęborski, Pucki, Słupski, Wejherowski                                                            | 3 | 1.163.646 | 387.882 |
| 26  | Schlesien        | Bielsko-Biała        | Bielsko-Biała, Bielski, Cieszyński, Pszczyński, Żywiecki | 2 | 750.697   | 375.349 |
| 27  | Schlesien        | Częstochowa          | Częstochowa, Częstochowski, Kłobucki, Lubliniecki, Myszkowski | 2 | 603.700   | 301.850 |
| 28  | Schlesien        | Gliwice              | Bytom, Gliwice, Zabrze, Gliwicki, Tarnogórski | 2 | 799.197   | 399.599 |
| 29  | Schlesien        | Rybnik               | Jastrzębie-Zdrój, Rybnik, Żory, Mikołowski, Raciborski, Rybnicki, Wodzisławski                                                                                           | 2 | 723.491   | 361.746 |
| 30  | Schlesien        | Katowice             | Chorzów, Katowice, Mysłowice, Piekary Śląskie, Ruda Śląska, Siemianowice Śląskie, Świętochłowice, Tychy, Bieruńsko-Lędziński                                             | 3 | 1.002.676 | 334.225 |
| 31  | Schlesien        | Sosnowiec            | Dąbrowa Górnicza, Jaworzno, Sosnowiec, Będziński, Zawierciański | 2 | 714.327   | 357.164 |
| 32  | Heiligkreuz      | Kielce               | gesamte Woiwodschaft Heiligkreuz | 3 | 1.302.010 | 434.003 |
| 33  | Ermland-Masuren  | Elbląg               | Elbląg, Bartoszycki, Braniewski, Działdowski, Elbląski, Iławski, Lidzbarski, Nowomiejski, Ostródzki                                                                      | 2 | 646.475   | 323.238 |
| 34  | Ermland-Masuren  | Olsztyn              | Olsztyn, Ełcki, Giżycki, Gołdapski, Kętrzyński, Mrągowski, Nidzicki, Olecki, Olsztyński, Piski, Szczycieński, Węgorzewski                                                | 2 | 798.200   | 399.100 |
| 35  | Großpolen        | Kalisz               | Kalisz, Leszno, Gostyński, Jarociński, Kaliski, Kępiński, Kościański, Krotoszyński, Leszczyński, Ostrowski, Ostrzeszowski, Pleszewski, Rawicki                           | 3 | 997.772   | 332.591 |
| 36  | Großpolen        | Konin                | Konin, Gnieźnieński, Kolski, Koniński, Słupecki, Średzki, Śremski, Turecki, Wrzesiński                                                                                   | 2 | 771.777   | 385.889 |
| 37  | Großpolen        | Piła                 | Chodzieski, Czarnkowsko-Trzcianecki, Grodziski, Międzychodzki, Nowotomyski, Obornicki, Pilski, Szamotulski, Wągrowiecki, Wolsztyński, Złotowski                          | 2 | 767.560   | 383.780 |
| 38  | Großpolen        | Posen                | Posen, Poznański | 2 | 823.067   | 411.534 |
| 39  | Westpommern      | Koszalin             | Koszalin, Białogardzki, Choszczeński, Drawski, Kołobrzeski, Koszaliński, Sławieński, Szczecinecki, Świdwiński, Wałecki                                                   | 2 | 647.679   | 323.840 |
| 40  | Westpommern      | Szczecin             | Szczecin, Świnoujście, Goleniowski, Gryficki, Gryfiński, Kamieński, Łobeski, Myśliborski, Policki, Pyrzycki, Stargardzki                                                 | 2 | 1.034.188 | 517.094 |